# Pour servir l'homme
Pour servir l'homme (titre original : To Serve Man) est une nouvelle de science-fiction de Damon Knight.
La nouvelle a reçu en 2001, à titre rétroactif, le prix Hugo de la meilleure nouvelle courte de l'année 1951.

## Publications
- Publications aux États-Unis

La nouvelle est publiée pour la première fois aux États-Unis en novembre 1950 dans la revue Galaxy Science Fiction
- Publications en France

La nouvelle a été publiée en novembre 1953 dans le magazine Galaxies, n° 1.
Elle est aussi parue en mars 1984 dans l’anthologie Histoires d'envahisseurs (collection La Grande Anthologie de la science-fiction, édition Le Livre de poche), p. 61 à 72, avec une traduction de Pierre Versins.
Elle a aussi été publiée en 1997 (réédition en 2015) dans l’anthologie Bonnes nouvelles  (ISBN 978-2-7352-1314-6), éditions Bertrand-Lacoste, nouvelles choisies par Michel Descotes et Jean Jordy, p. 33 à 42. La nouvelle est intitulée dans le recueil Comment servir l'homme.
- Adaptation à la télévision

La nouvelle a été adaptée à la télévision en 1962 avec l'épisode Comment servir l'homme de la série La Quatrième Dimension.

## Résumé
Les Kanamites, race extraterrestre très évoluée, sont depuis peu arrivés sur Terre animés des meilleures intentions. Ils aident les Humains à se débarrasser de la guerre, à vaincre les maladies et la famine sans rien demander en échange. On sait qu'ils nous disent la vérité lorsqu'ils affirment qu'ils veulent notre bonheur, puisque le chef de la délégation a passé avec succès le test du détecteur de mensonge !
Ils organisent même des voyages massifs vers leur planète afin que les humains apprennent à mieux les connaître. Tout va donc pour le mieux jusqu'au jour où Grégori, un traducteur à l'ONU, réussit à s'emparer d'un dictionnaire qui lui permet de traduire le fameux manuel kanamite intitulé « Pour servir l'homme ».
Il s'aperçoit alors qu'il s'agit d'un livre de cuisine.